# Lucas Mezenga
Lucas de Souza Mombra Rosa (Rio de Janeiro, 20 oktober 2001), beter bekend als Lucas Mezenga, is een Braziliaans voetballer die onder contract ligt bij Botafogo FR.

## Carrière
Mezenga maakte op 4 juli 2020 zijn officiële debuut in het eerste elftal van Nova Iguaçu FC in de Campeonato Carioca-wedstrijd tegen America FC (1-1-gelijkspel). In juni 2021 trok hij op huurbasis naar Botafogo FR. In september van dat jaar leek hij de club alweer te verlaten toen Emirates Club interesse toonde, maar hij bleef hij de club. In december 2021 maakte hij zelfs op definitieve basis de overstap naar Botafogo, dat zich een maand eerder van zijn terugkeer naar de Série A had verzekerd.
1 Fernández ·
3 Carli ·
5 Danilo ·
6 Tchê Tchê ·
7 Rafael ·
8 Patrick ·
9 Tiquinho ·
10 Sauer ·
12 Perri ·
14 Pires ·
15 Cuesta ·
16 Hugo ·
18 Fernandes ·
20 Borges ·
21 Marçal ·
22 Borges ·
23 Del Piage ·
29 João Victor ·
32 Montes ·
33 Carlos Eduardo ·
34 Adryelson ·
40 Mezenga ·
43 Piazon ·
44 Klaus ·
47 Jeffinho ·
52 Gabriel ·
62 Kayque ·
90 Matheus ·
94 Sampaio ·
99 Luis Henrique ·
Segovia ·
Freitas ·
Coach: Castro